# Батоньтеренье
Батоньтеренье (венг. Bátonyterenye) — город на севере Венгрии, в медье Ноград, был создан путём слияния четырёх поселений Маконка, Надьбатоны, Кистеренье и Шупатак в 1989 г. получил статус города., Батоньтеренье по данным на 2001 год — 14 402 человека.

## Население
| Год  | Численность | Численность |
| ---- | ----------- | ----------- |
| 2013 | 12 764      | [ 2 ]       |
| 2014 | 12 629      | [ 3 ]       |
| 2021 | 11 345      | [ 4 ]       |
| 2022 | 11 110      | [ 5 ]       |
| 2023 | 11 284      | [ 6 ]       |
| 2024 | 11 118      | [ 1 ]       |

## История
Город был образован из уже упомянутых четырех поселений между 1964 и 1984 годами (это: Маконка, Надьбатоны, Кистеренье и Шупатак), из которых Кистеренье было самым крупным на протяжении столетий.
В ходе истории эти населенные пункты сближаются в экономическом и человеческом отношении, а политика ускорила объединение в начале 1980-х гг. До 31 декабря 1981 г. самостоятельная большая деревня Кистеренье (и Шупатак), с 1 января 1982 г. № 13/1981. На основании решения NET Кистеренье и Надьбатони (слившиеся с Маконкой в 1964 г.) стали совместным советом со штаб-квартирой в Надьбатони. 1 января 1984 г. он был объединен под названием Батонитеренье и получил статус крупной общины с правами города (ср. Постановление 23/1983 NET), затем в 1989 г. получил статус города.
В связи с закрытием рудников руководители уезда в то время выступали за перенос сюда различных заводов в качестве дочерних учреждений. В Надьбатони чугунолитейный завод был сначала запланирован в поселениях Фютёбер, Хариснягяр и Кистеренье, а в конечном итоге будут расположены некоторые заводские подразделения металлургического завода Салготарьян.
После коллективизации МГТСЗ «Матра», образованный из нескольких небольших кооперативов, координировал свое сельское хозяйство и до сих пор является определяющим фактором, избрав своим профилем традиционное растениеводство и стабильное животноводство.
Серьезные проблемы с трудоустройством региона Северной Венгрии присутствуют и в нашем городе. Долгий процесс реструктуризации промышленности, прекращение добычи угля в Нограде без правопреемника сделали положение многих семей невозможным, а безработица до сих пор является самой острой социальной проблемой поселка. В то же время в инфраструктурной сфере достигнут серьезный прогресс. Все больше компаний начинают свою деятельность в индустриальном парке, созданном в начале 21 века.

## География
Город Батонитеренье, также известный как «Страна Пало», расположен в восточной части уезда Ноград, к северу от Матры, соприкасаясь с горами Чергат с востока, в долине ручьев Загива и Тарьян. Поселок пересекает или касается основной транспортный маршрут № 21 и ответвление от маршрута 23. Поселок пересекает железнодорожная линия Будапешт-Хатван-Шальготарьян (построена в 1867 г.), от которой идет Каль-каполнай (построен в 1886 г.) крыло линия. Город расположен примерно в 100 км от Будапешта, в 15 км от окружного центра, в 25 км от Словакии, в широкой долине с несколькими ответвлениями.

## Достопримечательности

### Церковь Маконка
Впервые упоминается в 1297 г. в форме имени собственного [Мачунка]. В 1396 году село числится как Мачонка.
Его церковь построена в 13 веке в романском стиле, с однонефным прямым замкнутым святилищем. Он несколько раз горел, но во время реконструкции все основные черты здания были сохранены.
Над его западным фасадом возвышается небольшая деревянная башня. На южной стене церкви видны три романских окна, также раскопана ее южная входная дверь. Его картины и фрески были созданы примерно в 1280-х и начале 1400-х годов. Последний мог быть написан семьей Нечпал. Изображения стали видны после реставрации. Их художественная ценность повышается тем, что они выполнены по единой богословской программе и в сложном художественном замысле

### Замок и парк Дюркю-Солимосси, Кистеренье
Время его постройки точно неизвестно. Опубликованные до сих пор описания указывают примерно на 1790 год, но есть и такие, которые отмечают его как произведение начала 19 века.
В 1864 году Пал Локчан, приходской священник деревни, говорит несколько слов об Араньедь и упоминает: «Общественное мнение гласит, что у семьи Ракоци раньше был здесь замок, и затем добавляет: «Однако кажется, что замок стоял на северная сторона местности, непосредственно рядом с местностью, так как возвышающаяся здесь гора называется Замковая гора».   В 1826 году Мочари писал в своем произведении нечто подобное: «Ракоцци имел здесь великолепное большое каменное здание! а именно там, где теперь конопляные поля в конце деревни в сторону Немти».   Однако конопляные поля еще были заметны в середине XVII века в части западнее станционного озера, эта часть до сих пор называется Кендергат, а если мы пришли из Нагитеренья, то «бывшее каменное здание» в северная часть села в конце села Немти в сторону».
В тексте первого военного осмотра, записанного в 1785 г., можно прочитать следующее: Церковь, приход и дворянский господский дом представляют собой прочные постройки» . Главное здание прихода, которое можно увидеть и сегодня, было построено в 1781 году и завершено в 1787 году. На момент обследования он мог частично стоять.

## Города-побратимы
- Гиресун, Турция (4 февраля 2015)

## Климат
| Показатель              | Янв. | Фев. | Март | Апр. | Май | Июнь | Июль | Авг. | Сен. | Окт. | Нояб. | Дек. |
| ----------------------- | ---- | ---- | ---- | ---- | --- | ---- | ---- | ---- | ---- | ---- | ----- | ---- |
| Абсолютный максимум, °C | 3    | 5    | 9    | 15   | 20  | 23   | 24   | 24   | 19   | 14   | 8     | 4    |